# Casa Real Portuguesa
A Casa Real Portuguesa é a designação atribuída à extinta Casa Real de Portugal. Abrigou a família real portuguesa quando esta existia em funções, incluindo familiares diretos, os familiares destes, além dos "cortesãos", "vassalos", servidores que coabitavam na casa do rei e daqueles que desempenhavam determinados serviços e tinham o estatuto de moradores, abrigando atualmente os pretendentes ao extinto trono.
Em Portugal, a administração da Casa Real passou por diversas modificações. Com o fim da União Ibérica e o regresso do rei a Lisboa, foi estabelecido, em 1643, o “Regimento dos ofícios da Casa Real d’el-rei d. João IV”, inspirado na estrutura anterior e na da Casa de Castela no período dos Habsburgos, que fixava as atribuições dos oficiais relacionadas aos rituais da corte. Em geral, os trabalhos ficavam divididos entre os ofícios maiores, que tinham vastas competências, e os menores, cujo estatuto se aproximava da condição das profissões “mecânicas”, como pintores, oficiais da cozinha, monteiros de cavalo, moço da chave, varredor da capela e outros. Alguns dos ofícios maiores tinham caráter hereditário e eram disputados pela nobreza. Os ofícios menores, por sua vez, podiam receber ordenados ou serem comprados.
Entre os ofícios maiores, o cargo mais importante era o de mordomo-mor, responsável por todos os aspectos da administração e pelo pagamento dos oficiais, dos criados e [de] suas moradias. Outro oficial destacado era o camareiro-mor, que cuidava da casa onde estivesse o leito do monarca. Além desses, eram também oficiais maiores o alferes-mor, o aposentador-mor, o capelão-mor, o estribeiro-mor, o copeiro-mor, o mestre-sala, o porteiro-mor, o trinchante-mor e o vedor da Casa Real, entre outros.
Alguns atos, que marcaram os vencimentos e ordenados, informam da existência de outros criados, como damas da câmara, açafatas do paço e moças do quarto. Na “Relação dos criados do paço a quem se devem ordenados”, de 11 de maio de 1808, apareciam também a camareira-mor, a camareira-mor da princesa mãe, retretas, parteiras, guarda-roupas, confessores, tenente da Guarda Real, médicos da câmara, médico da família, cirurgião da família, cirurgião da enfermaria, almoxarife da casa das obras, couteiro das praias, moços da prata e outros.
Outras dependências da Casa Real se organizaram posteriormente. Nomeadamente a Guarda Real, estabelecida em 13 de maio de 1808, composta por um sargento, três cabos e 21 soldados.